# Sébastien c'est fou !
Sébastien c'est fou ! était une émission de télévision française diffusée du 13 février 1988 à juin 1992 sur TF1.

## Principe de l'émission
Après un passage sur La Cinq, Patrick Sébastien revient sur TF1 en 1988 avec cette nouvelle émission qui s'inscrit dans la continuité de Carnaval qu'il avait animée quelques années plus tôt. Dans un décor de carnaval et devant un public déguisé, des personnalités se présentent maquillées et grimées et interprètent une chanson, une scène mythique de film, une saynète représentant la célébrité en laquelle elles sont déguisées. C'est au téléspectateur de trouver qui se cache sous le maquillage. Même des hommes politiques se sont prêtés au jeu, parmi lesquelles Lionel Jospin, Jack Lang et François Léotard.
Patrick Sébastien se déguise lui aussi pour des sketches ou chansons parodiques à base d'imitations avec la complicité de Paul Préboist.
Diffusée le samedi soir en prime time sur TF1, l'émission jouit pendant un temps d'une grande popularité qui finit par retomber. A l'arrêt de l'émission, Patrick Sébastien proposera le concept du Grand Bluff qui sera son plus gros succès d'audience.